# 田中一成
田中一成（日语：／ Tanaka Kazunari，1967年4月8日—2016年10月10日），日本男性配音員、旁白。出身於大阪府。青二Production最終所屬。身高171cm。A型血。

## 生平
田中一成畢業於大阪藝術大學廣播學系。青二塾大阪校第2期畢業。
他原本愛好外國電影和動畫，渴望為外國作品日語配音，而促使他立志成為一名配音員。高中時期，他參加了青二塾的試鏡，心想「我還是別參加了」。當時他正在練習柔道，體型偏胖，所以面試官讓他「喊叫」，他就照做了。田中說「我想這就是我被錄取的原因（笑）」。1991年，他以OVA《巫術》（飾演噬魂鬼4一角）首次亮相。他的第一個常駐角色是1992年的電視動畫《幻影真帆》中的渡氏豬一角。
在動畫中，他扮演過許多好青年和搞笑角色。2003年，他組了聲樂組合「道頓堀DIVERS」，擔任主唱和吉他手。
2016年10月10日，田中一成因腦幹出血去世。享年49歲（逝世時50歲）。

## 人物、逸事
音域：F2～F5。方言：關西方言。
興趣：吉他、中國武術、騎車旅行。特長：柔道初段。
資格、執照：普通汽車執照、大型機車執照
他喜歡摩托車和酒。他最喜歡說的一句話是「有空一起去喝一杯吧」。已婚，有兩個孩子。
學生時期，他在一次戲劇表演中打破了一個燈泡，並問「是誰幹的？」他說自己「過著罪孽深重的生活」。後來，他在一次採訪中道歉。
國中時，他是必修社團「美國民謠研究社」的成員。他喜歡吉他，幾乎每天都彈，似乎在進入高中和大學時組了一支樂團。投入配音工作之後，他組了一支名為「LIPPERS」的樂團。他和他的搭檔神奈延年都是樂團成員，一直認為對方「眼神很刻薄」，但他們在錄音室大廳一拍即合，決定一起組樂隊。
田中生前為《排球少年!!》錄製的最後一句台詞是「別往下看！排球是一項需要一直抬頭看的運動！」（出自第3期第8話「討厭的男人」）。飾演川渡瞬己的堀井茶渡引用了這句台詞，並留言表達感激。這一幕出現在原作漫畫第21冊第183話「我想要的男人」中。

## 繼任
田中逝世後，以下人員接替了這些角色：
| 繼任     | 角色名        | 概要作品                                        | 繼任初次擔當作品                               |
| -------- | ------------- | ----------------------------------------------- | ---------------------------------------------- |
| 江川央生 | 烏養繋心      | 《排球少年!!》                                  | 《排球少年!! 烏野高校 VS 白鳥澤學園高校》第9話 |
| 服卷浩司 | 野口富士男    | 《櫻桃小丸子》                                  | 2016年12月11日播出集數                         |
| 荒井聰太 | BB            | 《ONE PIECE》                                   | 第765話                                        |
| 間宮康弘 | 翻車星        | 《ONE PIECE》                                   | 第777話                                        |
| 高塚正也 | 亞帕羅·比薩羅 | 《ONE PIECE》                                   | 第917話                                        |
| 檜山修之 | 玉城真一郎    | 《Code Geass反叛的魯路修》                      | 《Code Geass反叛的魯路修 I 興道》              |
| 檜山修之 | 熱繰椎造      | 《蠟筆小新》                                    | 第1213話C部分                                  |
| 藤本隆宏 | 金城潤矢      | 《女神異聞錄5》                                 | 《女神異聞錄5 the Animation》                  |
| 半田裕典 | 海松萬壽烏    | 《忍者亂太郎》                                  | 第27期                                         |
| 福原克己 | 龜田幸一      | 《暮蟬悲鳴時》                                  | 《暮蟬悲鳴時業》                               |
| 最上嗣生 | 猩丸          | 《怪傑佐羅力》                                  | 《更多！認真地不認真的怪傑佐羅力》             |
| 阪口周平 | 西德雷        | 《機動戰士Z鋼彈 A New Translation：星之繼承者》 | 《機動戰士鋼彈U.C. ENGAGE》                    |
| 勝杏里   | 阿比拉瑪·勒達 | 《BLEACH》                                      | 《BLEACH 魂魄覺醒》                            |

## 演出
粗體字表示主要角色。

### 電視動畫
1990年
- 奇天烈大百科（青年、漫才師、客人、平氏、中條 等）

1991年
- 宇宙小超人 3000萬光年尋找母親（日语：ウルトラマンキッズ 母をたずねて3000万光年）（1991年—1992年，士兵、怪獸七寶、管理電腦、塔肯兄弟）
- 百戰小奇兵
- 蓋特機器人號（員工B）
- 勇者鬥惡龍 達伊的大冒險 (1991年版)（1991年—1992年，人魚、士兵、石像鬼B、惡棍、巨魔、客人B）
- 校園七大不可思議神秘事件（日语：ハイスクールミステリー学園七不思議）（一條水樹的父親、醫師）
- 神通小精靈（1991年—1992年，健行者、糖果店、右手套、活青蛙、莫佐坐墊、醉漢）

1992年
- 超電動機器人 鐵人28號FX
- 南國少年奇小邪（1992年—1993年，貓熊）
- 幻影真帆（日语：まぼちゃん旅行記）（渡氏豬）
- 美少女戰士（1992年—1993年，局員、警官、男、記者、通行人 等）2系列

1993年
- 劍勇傳說YAIBA（1993年—1994年，青蛙左衛門、劍道社社員、八鬼）
- GS美神（警備隊員、醫師、惡靈、機師、幽靈 等）
- 灌籃高手（不良、橫井中學教練、球員、岸本）
- 小小男子漢（1993年—1994年，男B、田部、男A、上岡、異裝癖）
- 七龍珠Z（1993年—1995年，鬼、查浦茶、馬拉可、撒旦的徒弟、兄回蟲 等）
- 七龍珠Z 向絕望反抗!! 殘存的超戰士·悟飯與特南克斯（員工[注 1][1]）
- 龍虎之拳（部下A）

1994年
- 足球風雲（緒方、松方、不良A）
- 今天的小京（日语：きょうふのキョーちゃん）（濱田雅功）
- 真拳傳說（日语：真拳伝説タイトロード）（伊利亞·奧爾洛夫）
- 橘子醬男孩（六反田務、古館、柴田）

1995年
- 動畫世界的童話（日语：世界名作童話シリーズ ワ〜ォ!メルヘン王国）（約翰王子、柴郡貓、阿特斯）
- 櫻桃小丸子 (第2期)（1995年—2016年，野口冨士男〈初代〉、店員、擦鞋大叔）

1996年
- 奧運高手（福澤）
- 鬼太郎 (第4作)（1996年—1998年，德科、雨童、警官、老闆、和服狸）
- 靈異教師神眉 (1996年版)（木村克也[14]、足球社社員）
- 七龍珠GT（1996年—1997年，丹帕拉）

1997年
- 少年H（日语：少年H）眼中的戰爭
- 大運動會

1998年
- 新怪博士與機器娃娃 (1997年版)（複製君、追隨者C）
- 槍神Trigun（索多姆、惡黨的手下C）
- 危險調查員（男B、肯德爾的手下）
- 名偵探柯南（1998年—2016年，立柴金次、胴口規之、黑木次郎、阿笠博士〈少年時期〉、虎田繁次、湯元幸一、甘粕亨 等）
- 吉本無知子物語（日语：ヨシモトムチッ子物語）（軍配蟲（日语：グンバイムシ）山下）

1999年
- 仙界傳 封神演義（黃飛虎[15]）
- 週刊故事樂園（日语：週刊ストーリーランド）「103便SOS」（管制官）
- ∀鋼彈（布魯諾[16] 等）
- 炸彈人 彈珠人爆外傳V（畢達原人頭目、溝通者寶、廣告旁白）

2000年
- 犬夜叉（2000年—2004年，妖狼族、東妖狼、竹節蟲、梅村、小助的父親、一目黑鬼、香具師、僧、樵 等）
- 銀河冒險戰記（男A）
- 櫻花大戰TV（渚）
- 勝負師傳說 哲也（麻雀曙店長、俱樂部店長、顧客B）

2001年
- 青春草莓蛋（深江晃的父親）
- 超能奇兵（正樹）
- Z.O.E Dolores, i（日语：Z.O.E Dolores, i）（理查、廣播）
- ONE PIECE（2001年—2016年，團長〈普普〉、塔拉拉、亞帕羅·比薩羅〈初代〉、茶鬍子、貴族的父親〈亞波·達斯諾9世〉、翻車星〈初代〉、加爾、BB〈初代〉、四方牧師 等）

2002年
- 水瓶戰記 Sign for Evolution（品川）
- 我們這一家（2002年—2008年，店員、魚販、廚師B、電視聲音、店主）
- 禁獵魔女（追手A、救急隊員A、襲擊者）
- 銀河俠盜JING
- 帝皇戰紀（QM、希塔、隊員、作業員B、親衛隊員）
- 閃靈二人組（黨羽）
- 數碼寶貝04無限地帶（熊仔獸）
- 魯莽天使（藤木一郎[17]）
- 寶貝婆婆（玄先生）

2003年
- 空中大師（日语：エアマスター）（屋敷俊、鬼頭）
- 萬花筒之星（攝影師）
- 新超激力戰鬥車（醫生）
- 蠟筆小新（2003年—2005年，猿尻赤男、哥哥A、熱繰椎造〈初代〉）
- 青青校樹（伊集院忠知[18]）
- 魔法少年賈修（2003年—2004年，山中浩、犬）
- 出擊！救難特警隊（社長）
- 音速小子X（2003年—2004年，科學技術廳長官、牛仔）
- 高橋留美子劇場（同僚、夫）
- 怪醫黑傑克2小時特別篇 ～4個生命奇蹟～（警官）
- 惑星奇航（星野八郎太〈纏頭八〉[19]）

2004年
- 戰區88（拉瑞）
- 丸少爺（尺とり虫）
- 怪傑佐羅力（のものけ、猩丸、廣播）
- 巖窟王（2004年—2005年，鮑威爾、盗賊的手下、員工、御者、參謀 等）
- 機動戰士鋼彈SEED DESTINY（2004年—2005年，奧森·懷特、管制）
- 北方戀曲 ～Diamond Dust Drops～（TV歪斗秀）
- 哆啦A夢 (大山羨代版)（青年A）
- 聖槍修女（作業男子）
- 琉球武士瘋雲錄（黑幫）
- 鐵人28號 (2004年版)（同僚A）
- 忍者亂太郎（海松萬壽烏〈初代〉）
- 爆裂天使（觀眾）
- 神奇寶貝超世代（宗也）
- 鼻毛真拳（烏基基）

2005年
- SHUFFLE！（自行車山口）
- 極速攝殺（一之橋）
- 哆啦A夢 (水田山葵版)（2005年—2016年，料理人、警備員、男學生、犬）
- 變形金剛：銀河之力（驚天雷[20]）
- 認真地不認真的怪傑佐羅力（阿魯瑪尼、猩丸）
- 魔法老師！
- 洛克人EXE Stream（老鼠）

2006年
- 魔女之刃（エクスコン）
- 飛輪少年（犬山）
- 格鬥美神 武龍 REBIRTH（日语：格闘美神 武龍）（雅基）
- 銀河天使～N（刑警、安、會長、艦隊B、主人 等）
- 銀魂
- Keroro軍曹（2006年—2010年，車掌機器人、加米、香苗的父親）
- Code Geass反叛的魯路修（2006年—2008年，玉城真一郎、助理）2系列

2007年
- 黑輪君（日语：おでんくん）（餅之海）
- 鬼太郎 (第5作)（2007年—2008年，次郎津、化狸、打田、虎男、味庭烏魯平、魔火 等）
- 光明之淚X風（迷霧）
- SHUFFLE！MEMORIES（自行車山口）
- Devil May Cry（管理局員A）
- 電腦線圈（文惠的父親）
- 旁邊的兒童 我的火腿組（日语：はたらキッズ マイハム組）（2007年—2008年，二階堂健）
- 英雄時代（奎托斯、波爾圖魯斯、大使）
- 暮蟬悲鳴時解（龜田幸一）
- MOONLIGHT MILE 2nd Season -Touch down-（日语：MOONLIGHT MILE）（張的父親）
- 戀愛情結（學生、籃球社社長、中學同學、警官）
- 火箭女孩（安川晴行）

2008年
- 海馬
- 黑塚 KUROZUKA（武惡）
- 洋葱和尚朝太郎（日语：ねぎぼうずのあさたろう）（2008年—2009年，仁吉[21]）
- ONE OUTS（皮戶）

2009年
- 川之光
- 空中鞦韆（記者）
- 骷髏13 (2008年版)（米格爾）
- 秀逗魔導士EVOLUTION-R（男）
- BLEACH（阿比拉瑪·勒達）
- RIDEBACK（康普拉兄）

2010年
- SD鋼彈三國傳 Brave Battle Warriors（蹋頓梅梅多薩）
- 怪談餐館（まだら鬼）
- 逆轉監督（片山）
- 七龍珠改（卡洛尼）
- 火影忍者疾風傳（胖忍猫）
- Heartcatch 光之美少女！（原野正廣）

2011年
- 我們没有翅膀（チケドン）
- 機動戰士AGE（憲兵司令）
- 日常（士兵15號）

2012年
- 加速世界（敵人A、敵人化身B、狙擊手）
- 刀劍神域（吉塔庫斯）
- 美食獵人TORIKO（2012年—2013年，店主、將品）
- Battle Spirits Sword Eyes（扎爾多）
- BRAVE10（三好清海入道[22]）
- ONE PIECE 娜美特別篇 ～領航員之淚與夥伴的羈絆～（海賊）

2013年
- 幻想玩偶（戶取誠）

2014年
- 排球少年!!（2014年—2016年，烏養繁心〈初代〉[23]）3系列
- 魔神之骨（龍神健悟[24]）

2015年
- 天雷爭霸：復仇者聯盟（血之男爵）
- 美少女戰士Crystal（亞基拉爾）

2016年
- Schwarzesmarken（奧特·史特勞斯）
- 決鬥大師VSRF（SASA-KING教練）
- 七龍珠超（裁判）
- 半田君傳說（力丸、教務主任）
- ONE PIECE特別篇 ～黃金之心～

2017年
- ID-0（過場動畫聲音）

### 電影動畫
1992年
- 七龍珠Z：激鬥!! 100億能量戰士們（日语：ドラゴンボールZ 激突!!100億パワーの戦士たち）（納美克星人）

1993年
- 鐵拳對鋼拳1993（大間）

1996年
- 超人力霸王公司（日语：ウルトラマンカンパニー）（追隨者）
- (超) 劇場版！靈異教師神眉（木村克也）

1997年
- 靈異教師神眉：午夜0點，神眉必死！（木村克也）
- 靈異教師神眉：恐怖的暑假!! 妖海傳說！（木村克也）
- 地球變動之日（日语：地球が動いた日）（青年A）

2000年
- 劇場版 機動戰士鋼彈 特別版（歐斯卡·都柏林）
- 機動戰士鋼彈II：哀·戰士編 特別版（歐斯卡·都柏林）
- 機動戰士高達III：相逢在宇宙 特別版（歐斯卡·都柏林）

2001年
- 犬夜叉：跨越時代的思念（男）

2003年
- 犬夜叉：天下霸道之劍
- 哆啦A夢：大雄與風之使者（嵐族A[25]）

2004年
- 蠟筆小新：風起雲湧！夕陽下的春日部男孩（正義的部下）

2005年
- 機動戰士Z鋼彈 A New Translation：星之繼承者（西德雷）
- 機動戰士Z鋼彈II A New Translation：戀人們（泰達姆）
- 魔法少年賈修：機械巴爾漢來襲（山中浩）

2007年
- 河童之夏（出版社男子）
- 名偵探柯南：紺碧之棺（旅館人員）

2011年
- 蠟筆小新：黃金間諜大作戰（托羅羅）

2012年
- 虹色螢火蟲 ～永遠的暑假～（日语：虹色ほたる 〜永遠の夏休み〜）（節子的父親）
- ONE PIECE FILM Z

2015年
- 櫻桃小丸子：來自義大利的少年（鄰居大叔）
- 排球少年!! 前篇：結束與開始（烏養繋心）

2016年
- ONE PIECE FILM GOLD

### OVA
1991年
- 巫術（噬魂鬼4）
- 哭泣殺神（部下、黑幫）
- 夢回綠園（男A）
- 含羞草（男B）
- 高校太保（日语：ビー・バップ・ハイスクール）（1991年—1993年，內村、石神、工藤）

1992年
- 潮與虎（作業員、黑幫）
- 變色龍（日语：カメレオン (漫画)）（松金弘美）
- 機神兵團（日语：機神兵団）（釣客）
- 創龍傳
- 超時空要塞II：再愛一次
- 浪花遊俠傳（少年）

1994年
- 刃牙（護衛）
- 我們的意亂情迷不歸路（日语：ぼくはこのまま帰らない）（岩崎和由）

1996年
- 湘南爆走族11 充滿喧嘩的修學旅行（警官）

1997年
- 酷哥爆走族（日语：荒くれKNIGHT）（尾黑龍二）

1998年
- 青之6號（大川明周）
- 危險調查員（吉他手A）

1999年
- 銀河少女警察 The Animation（T、EMP操作員）

2000年
- 名偵探柯南：柯南vs基德vs鐵劍 寶刀爭奪大決戰!!（青蛙左衛門）

2001年
- 名偵探柯南：追上神秘的彗星怪獸！（三島匠）

2002年
- 青青校樹（伊集院忠知）

2003年
- 機動新撰組 萌之劍（藝妓）

2004年
- 機動戰士鋼彈 MS IGLOO 1年戰爭秘錄（傑克遜）
- 土方歲三 白之軌跡（日语：土方歳三 白の軌跡）（大鳥圭介）

2005年
- 草莓100% OVA（男1）

2006年
- FREEDOM（多羅瓦[26]）

2007年
- 櫻花大戰 New York·紐約（日语：サクラ大戦 ニューヨーク・紐育）（紐約人）
- 茄子 旅行箱中的候鳥（日语：茄子 スーツケースの渡り鳥）（達格達格）

2008年
- 七龍珠 唷！歸來的孫悟空與夥伴們!!（日语：ドラゴンボール オッス!帰ってきた孫悟空と仲間たち!!）（卡德）

2011年
- 名偵探柯南：來自倫敦的秘密指令（巡査）

2015年
- 排球少年!!（烏養繁心）[注 2]

### 網路動畫
- 怪醫黑傑克（2001年，皮埃爾、圍觀者）
- 美少女戰士Crystal（2015年，亞基拉爾）

### 遊戲
1993年
- 安妮特回來了（日语：アーネスト・エバンスシリーズ#アネット再び）（冒牌女王的手下B）
- 閃耀的御宅星座 IN ANOTHER WORLD（日语：おたくの星座）（布拉夫馬）

1994年
- 凱撒衝擊（日语：カイザーナックル）（J·麥考伊）
- Xak III（日语：サークIII）（杜爾克·卡特）
- 美少女戰士（日语：美少女戦士セーラームーン (ゲーム)）（不良A）[注 3]
- 魔法氣泡CD（殭屍）

1995年
- Dragoon Might（日语：ドラグーンマイト）（雷吉、杜瑞克、猿丸）

1996年
- （康～一）
- 魔法氣泡CD通（日语：ぷよぷよ通）（殭屍、MOMOMO）

1997年
- 靈異教師神眉（木村克也）
- 光明與黑暗續戰篇III 三部曲（1997年—1998年，赫斯特、非恩鄧格）3作品
- 側影幻像（葛瑞哥萊）
- Tobal 2（日语：トバル2）（霍姆）
- （奧斯康）

1999年
- 夢幻騎士（奧斯華）
- ～藝術卡車～ 藝術傳（日语：爆走デコトラ伝説）（蟹崎讓治）
- 爆走卡車傳說2 男人生夢一路（日语：爆走デコトラ伝説）（松肩）

2000年
- 機動戰士鋼彈（日语：機動戦士ガンダム (PlayStation 2)）（歐斯卡·都柏林）
- 決戰（日语：決戦 (コーエー)）（小西行長、長宗我部盛親、前田慶次）

2001年
- 青青校樹（伊集院忠知）
- 決戰II（木鹿大王、蔡瑁、呂蒙）
- 逮捕令（保安課員）

2002年
- 兔 -野性鬥牌-（日语：兎-野性の闘牌-#ゲーム）（風間巖〈園長〉）

2003年
- 召喚夜響曲3（法爾增）

2004年
- 犬夜叉 ～詛咒的假面～
- 兔 -野性鬥牌- 山城麻雀篇（日语：兎-野性の闘牌-#ゲームム）（園長）
- 青青校樹2 戀愛的Special Summer（日语：グリーングリーン2 恋のスペシャルサマー）（伊集院忠知）
- 超級機器人大戰MX（火星的繼承者）

2005年
- 兔 -野性鬥牌- ONLINE（日语：兎-野性の闘牌-#ゲーム）（園長、東雲）
- 青青校樹3 Hello Good-Bye（日语：グリーングリーン3 ハローグッバイ）（伊集院忠知）
- 超級機器人大戰MX 攜帶版（火星的繼承者）
- 潛龍諜影Ac!d2（哈拉布塞拉普）

2006年
- Edelweiss（日语：エーデルワイス (ゲーム)）
- 活力鐘聲（日语：鐘ノ音ダイナティック）（伊集院忠知）

2007年
- 蠟筆小新DS：呼風喚雨的蠟筆大作戰！（日语：クレヨンしんちゃんDS 嵐を呼ぶ ぬってクレヨ〜ン大作戦!）
- 光明之風（炎羽）
- 暮蟬悲鳴時祭（日语：ひぐらしのなく頃に祭）（龜田幸一）
- BLADESTORM 百年戰爭（讓）

2008年
- Code Geass 叛逆的魯魯修：失去的色彩（玉城真一郎）
- 潛龍諜影4 愛國者之槍（一般士兵）
- 最終護花使者2 ～深夜甜蜜之刺～（日语：ラスト・エスコート）（香希）

2009年
- SD鋼彈 G世代（2009年—2012年，布魯諾）4作品[系列 1]
- 人中之龍3

2010年
- Another Century's Episode:R
- 伊蘇 -菲爾佳娜之誓-（日语：イース -フェルガナの誓い-）（加德捺、安東瑞）
- 黑豹 人中之龍新章（嶋鐵司）
- 噬神者 神機解放（玩家聲音）
- 真·三國無雙 連袂出擊2（項羽）
- 幻想傳奇 變裝迷宮X（伊許蘭特）
- 尼爾：人工生命

2011年
- code_18（日语：code_18）（藤井剛）
- 第2次超級機器人大戰Z 破界篇／再世篇（2011年—2012年，玉城真一郎）2作品
- 世界傳奇 光明神話3（日语：テイルズ オブ ザ ワールド レディアント マイソロジー3）（米格爾）

2012年
- 黑豹2 人中之龍 阿修羅篇（嶋鐵司）
- JoJo的奇妙冒險 全明星大亂鬥（日语：ジョジョの奇妙な冒険 オールスターバトル）（小林玉美[27]）
- 超級機器人大戰OG SAGA 魔裝機神II REVELATION OF EVIL GOD（迭戈·卡姆拉德、手下）
- 第2次超級機器人大戰OG（山賊）
- ONE PIECE 海賊無雙（海賊隊長2、鼓手1、推進城職員1）

2013年
- 超級機器人大戰OG SAGA 魔裝機神III PRIDE OF JUSTICE（日语：スーパーロボット大戦OGサーガ 魔装機神III PRIDE OF JUSTICE）
- STORM LOVER 2nd（日语：STORM LOVER 2nd）

2014年
- 魁!!男塾 ～日本啊、這才是男子漢！～（飛燕[28]）
- 超級機器人大戰OG SAGA 魔裝機神F COFFIN OF THE END（日语：スーパーロボット大戦OGサーガ 魔装機神F COFFIN OF THE END）
- 排球少年!! 連繫吧！頂端的景色!!（烏養繁心[29]）

2015年
- JoJo的奇妙冒險 天國之眼（小林玉美）
- 七龍珠英雄（2015年—2019年，卡特）3作品[系列 2]
- 暮蟬悲鳴時（龜田幸一[30]）
- 人中之龍0 誓約的場所（李文海〈某脊椎按摩師〉[31]）

2016年
- Schwarzesmarken 殉教者們／紅血的紋章（奧特·史特勞斯）2作品
- 排球少年!! Cross team match！（烏養繋心[32]）
- 女神異聞錄5（金城潤矢)

2017年
- 超級機器人大戰V（谷瑞·塔特·加爾布拉茲、士兵）

2019年
- 超級機器人大戰T（谷瑞·塔特·加爾布拉茲、士兵）

### 廣播劇CD
- Audio RPG 超龍戰記超龍騎士（日语：超龍戦記ザウロスナイト）（吉爾里安〈銀魔神〉）
- 風之大陸（日语：風の大陸） CD電影院1 邂逅篇 上（盗賊C）
- （奇斯·方聶爾）
- CD廣播劇精選集 三國志（日语：CDドラマコレクションズ 三國志）（丁奉承淵）
- CD劇場 勇者鬥惡龍II—III（日语：CDシアター ドラゴンクエスト）（月溪士兵、西蒙）
- 暮蟬悲鳴時（龜田幸一）
- 非公認！聖飢魔II翻唱專輯 『VOICE』（日语：非公認! 聖飢魔IIカヴァーアルバム VOICE）（2006年，BMG JAPAN）
- 胖嘟嘟游泳社（日语：ぽちゃぽちゃ水泳部）（勝代的父親[33]）
- 最終護花使者2 ～深夜甜蜜之刺～（日语：ラスト・エスコート） 廣播劇CD（香希）
- 最終護花使者2 ～深夜甜蜜之刺～ 廣播劇CD ～為何是白薔薇？艷街九月夜之夢～ &角色歌曲（香希）

### 廣播劇
- EMERALD DRAGON（日语：エメラルドドラゴン）（桑迪格）
- The Joker（日语：ジョーカー・シリーズ (小説)）「Joker的感謝」（八坂）
- 花之慶次（甲斐的蝙蝠）
- 文化放送 箱根驛傳應援特別篇 ～5晚廣播劇「強風吹拂」（尼科坎）
- VOMIC ONE PIECE（海賊）

### 外語配音

#### 電影
- 美國派5：裸體馬拉松（邁克·“庫茲”·庫茲曼〈傑克·賽格爾（英语：Jake Siegel）〉）
- 危險遊戲（英语：Dangerous Minds）
- 銀線風暴（英语：Money Train） ※富士電視台版。
- 核子彈頭（英语：Night Watch (1995 film)） ※電視版。
- 鬼鎮（英语：Saint Martyrs of the Damned）（弗拉維恩〈弗朗索瓦·切尼爾〉）
- 餘興節目（英语：Sideshow (2000 film)）（鮑比）
- 母子威龍（英语：Stop! or My Mom will Shoot） ※富士電視台版。
- 獵豹行動（英语：The Nest (2002 film)）（斯皮茨）※影碟版。
- C.I.A.追緝令（英语：The Recruit）（羅尼·吉布森）
- 幽靈人間（Peter〈陳奕迅〉）

#### 電視影集
- CSI犯罪現場（第5季：泰德·馬丁〈A·J·巴克利〉、第13季：羅納德·巴茲德利克〈亞當·J·哈靈頓（英语：Adam J. Harrington）〉）
- CSI犯罪現場：邁阿密（第5季：赫克托·里維拉〈瑞克·岡薩雷斯〉、第9季：傑森〈蕭恩·哈特西〉）
- 墮落天使女特務（英语：La Femme Nikita (TV series)）（西摩·伯克夫〈馬修·弗格森〉）
- 再生殺手（英语：Painkiller Jane (TV series)）（萊利·詹森〈孝恩·羅伯茲〉）
- 金剛戰士：太空（英语：Power Rangers in Space）（蝙蝠阿拉克斯、史派基）
- Robin's Hoods（艾迪）

#### 動畫
- 熊的傳說2（肯尼）
- 南方四賤客 加長未刪減電影版（鼴鼠）

### 特攝影集
- 電光超人古立特（1993年，漫才的聲音）
- 未來戰隊時間連者（2000年，殺手墨多畢拉斯度的聲音）
- 百獸戰隊牙吠連者（2001年，冷凍奧魯古的聲音）

### 廣播節目

#### 主持人
- 網路上的惑星奇航!!（主持人）
  - 該節目的大部分劇集都是在一間只有4名成員的小會議室裡錄製的：田中和3位節目製作人。由於節目非常受歡迎，他們一有機會就繼續錄製，儘管他們說「這是最後一回了」。錄音一直持續到2005年8月，也就是動畫停播1年4個月後。目前[何时？]該節目可以隨時觀看。全部10回均可觀看。
- 網路上的惑星奇航!! REVENGE（主持人）
  - 上期節目（「裏網路Geass」Return）也廣受好評，因此為了紀念動畫藍光光碟的發售而重新開播。全4回，內含一段模擬音頻評論。
- Code Geass 反叛的魯路修 Mail Magazine特別企劃「裏網路Geass」（主持人）
  - 由於《網路上的惑星奇航!!》受到歡迎，除了常規的網路電台之外，還舉辦了幾乎由相同成員參與的《Code Geass》特別企劃，共播出了6回。
- Code Geass 反叛的魯路修 Mail Magazine特別企劃「裏網路Geass」Return（主持人）
  - 為紀念藍光和DVD發行，該節目共進行了兩次線上直播，但由於大受歡迎，將與Mail Magazine一起每月定期進行一次線上直播。此外，為了配合此次定期直播，原本在會議室的錄製場地已升級為行政會議室（設有神棚）。
- 折笠愛與田中一成的I's Bar（2013年4月—2015年12月）
  - 這是一檔成人製作、成人觀賞的惡作劇節目。他和飾演酒吧老闆的折笠愛一起飾演受僱的調酒師。該節目每隔一週的星期五在該節目的網站上播出。

### 旁白
- 相棒 ～完全指南（朝日電視台）
- 淺草小子時事魂！（BS-TBS）
- （Skyper 281頻道）
- 鋼彈宇宙世紀大全（NHK BS-2）
- 經濟☆千里眼（BS-TBS）
- The Sunday（日语：ザ・サンデー）（日本電視台）
- The Sunday NEXT（日语：TheサンデーNEXT）（日本電視台）
- 女子才彩（BS-i）
- 週刊御寶TV（日语：週刊お宝TV）（NHK BS2）
- 獨家新聞！ 特別單元「溫故知人」（富士電視台）
- Fami通 遊戲頻道（KDDI／沖繩行動電話（日语：沖縄セルラー電話）、au「EZ頻道（日语：EZチャンネル）」內容）
- 得到神奇寶貝了☆TV（日语：ポケモンゲット☆TV）（東京電視台）

### 綜藝節目
- DOWN TOWN之不能給小孩的工作!! 「笨蛋的僕人」（日语：ダウンタウンのガキの使いやあらへんで!）（濱田雅功的聲音、山崎邦正的聲音）
- 帥呆了！（的聲音）
- Peke×Pon（日语：ペケ×ポン）（川柳單元）
- 爆報！THE FRIDAY（日语：爆報! THE フライデー）（聲音演出）
- 中居大師說（一人農業／日記敘述）

### 其它
- 魔物獵人 遊戲劇 獵人日記（戴維）
- 超級瑪利歐樂園3 瓦利歐樂園廣告[34]
- DyDo Drinco（日语：ダイドードリンコ） 會說話的自動販賣機（擔任關西方言）[35]
- NHK第一套廣播 高田郁（日语：髙田郁）和土井善晴（日语：土井善晴）：我想了解！我想做！兩位將為您介紹令您“心曠神怡”的江戶料理（2011年11月3日上午10時05分—11時50分播出，朗讀高田作品《澪之料理帖》的節選）
- 週六PREMIUM（日语：土曜プレミアム） 獨家：誰殺了圖坦卡門？這位神秘少年國王的悲慘一生（聲音演出）
- 週二懸疑劇場 沒有名字的偵探系列（日语：名無しの探偵）11 「玻璃少女」（1995年，日本電視台）—Telekura客戶聲音

## 腳註

## 外部連結
- 田中一成｜青二Production （日語）
- Kaz-navi （日語）
- 道頓堀DIVERS （日語）